# Caminando (canción)
Caminando es el primer sencillo (quinto de toda su carrera en solitario) de Amaia Montero 2, segundo disco de la cantautora Amaia Montero en solitario.  

## Estreno
Varios días antes de su estreno, unos segundos de Caminando se filtraron en internet. Amaia afirmó estar muy afectada, ya que la versión filtrada estaba sin terminar, e hizo las siguientes declaraciones mediante su Twitter:

«"Hola chicos, q tal estáis? Esta noche es muy triste para mi. Me siento desolada ante el preview que ha salido de CAMINANDO. Llevo 11 meses trabajando día a día en este disco. Dejando el alma y todas mis fuerzas. Quería q tuviese una salida digna, estrenándose en la radio el día 17 noticia q os quería dar mañana entre otras muchas. Pero se me han adelantado.."».
Amaia Montero

Finalmente fue estrenado de forma oficial en Cadena Dial y en Los 40 Principales el 17 de septiembre, y puesto a la venta en iTunes el 20 de septiembre de 2011.

## Estilo y composición
En palabras de la misma Amaia, Caminando fue compuesta en un momento no muy bueno de su vida. Con ella, quiere transmitir un mensaje de positivismo que incita a continuar y mejorar con cada cambio en la vida.
Con este mensaje salió la melodía positivista y el ritmo alegre que Amaia Montero emplearía como su carta de presentación en su trabajo discográfico Amaia Montero 2. Esta canción supone un cambio en el registro de la cantante, pues en este tema encontramos cierta influencia latina en la que cabe destacar el acordeón de Jimmy Zambrano. El ritmo y la melodía del tema han sido comparados con Geografía sobre todo por la percusión en las estrofas.

## Videoclip
http://www.youtube.com/watch?v=yR5jN_vLYgw&feature=channel_video_title
El videoclip de caminando se estrenó el 11 de octubre de 2011 vía YouTube en el canal de Amaia Montero. El mismo se grabó en Venice Beach y fue dirigido por Pedro Castro.

## Trayectoria en las listas
| Posición | 19 | 35 | 41 | 43 | 38 | 31 | 24 | 19 | 35 | 41 | 37 | 37 | 36 | 41 | 35 |

| Posición | 29 | 10 | 10 | 09 | 05 | 04 | 05 | 21 | 12 | 12 |

| Posición | 33 | 30 | 23 | 19 | 16 | 15 | 12 | 11 | 8 | 11 | 12 | 22 | 29 |